# 長瀬村 (鳥取県)
長瀬村（ながせそん）は、鳥取県東伯郡にあった村。現在の東伯郡湯梨浜町の一部にあたる。

## 地理
天神川の下流に発達した砂丘地帯の東部に位置していた。
- 海洋：日本海

## 歴史
- 1889年（明治22年）10月1日、町村制の施行により、河村郡田後村、水下村、長瀬宿、久留村が合併して村制施行し、長瀬村が発足[1][2]。旧村名を継承した田後、水下、長瀬宿、久留の4大字を編成[2]。
- 1896年（明治29年）4月1日、郡の統合により東伯郡に所属[2]。
- 1953年（昭和28年）4月1日、東伯郡浅津村、橋津村、宇野村と合併し、町制施行し羽合町を新設して廃止された[1][2]。合併後、羽合町大字田後・水下・長瀬・久留となる[2]。

### 地名の由来
集落の南を流れていた旧天神川を長瀬川を称していたことから。

## 産業
- 農業[2]
- 養蚕は大正初期から第一次世界大戦前後に隆盛期を迎え、昭和恐慌を境に衰退した[2]。

## 教育
- 1873年（明治6年）長瀬小学校開校[2]。

## 名所・旧跡
- 長瀬高浜遺跡[2]